# Plumstead Valley
Das Plumstead Valley ist ein Tal im ostantarktischen Viktorialand. In den Allan Hills liegt es am nördlichen Ende des Shipton Ridge östlich des Kirkaldy Spur.
Erkundet wurde das Tal 1964 von einer Mannschaft, die im Rahmen des New Zealand Antarctic Research Program in den Allan Hills tätig war. Diese benannte es nach der südafrikanischen Paläobotanikerin Edna Plumstead (1903–1989) in Anerkennung ihrer Arbeiten an antarktischen Fossilien der Samenfarnordnung der Glossopteridales.